# Aerodrom (sastav)
Aerodrom je rock sastav osnovan 1978. u Zagrebu. Djelovali su od 1979. do 1986. i u tom razdoblju izdali su pet albuma. Aerodrom se svrstava među najpopularnije rock sastave iz toga vremena, zahvaljujući pjesmama "Kad misli mi vrludaju", "Stavi pravu stvar", "Tvoje lice", "Obična ljubavna pjesma", "Digni me visoko", "24 sata" i "Fratello". Pojedine njihove pjesme prepjevali su i objavili strani glazbenici inozemstvu (u Švedskoj, Finskoj, Poljskoj i Austriji). U vrijeme svoje najveće popularnosti sastav je snimao albume u vrhunskim inozemnim studijima, od kojih su neki u Milanu i Švedskoj. Aerodrom se ponovno okupio 2000. godine i djeluje do danas, a u tom razdoblju izdali su četiri studijska albuma, koncertni album, kompilacijski album i box set reizdanje prvih pet albuma iz 80-ih.

## Povijest

### Osnivanje
Gitarist Jurica Pađen (rođ. 3. veljače 1955. u Zagrebu)., s petnaest godina postao je član sastava Zoo Banda, a nakon toga Spectruma i Hobo. 1972. došao je u sastav Grupa 220, koji se raspadom i izmjenom nekih članova transformirao u Parni valjak 1975. godine. Nakon odlaska iz Parnog valjka 1978., Pađen je osnovao rock sastav Aerodrom. Uz njega, sastav još čine Zlatan Živković (vokal), Remo Cartagine (bas-gitara), Mladen Krajnik (klavijature) i Paolo Sfeci (bubnjevi). Članom je trebao postati i tada još nepoznati Jura Stublić, ali se Pađenu nije svidio njegov duboki glas. Sastav je nastupio u prosincu 1978. na "BOOM" festivalu u Novom Sadu, a sljedeće godine su zajedno sa sastavom Bijelo Dugme nastupili na stadionu JNA u Beogradu.

### Od prog-rocka do novog vala (1979. – 1981.)
Tih godina na sceni je bio popularan punk i novi val, međutim sastav je sa svojim prog-rock prvijencom Kad misli mi vrludaju (1979.)., uspio pridobiti određeni krug publike. Producent na albumu bio je Vedran Božić, koji je s njima odradio i demosnimke za prvo izdanje. Nakon toga sastav je napustio Paolo Sfeci koji je otišao u Parni valjak, a umjesto njega u Aerodrom na bubnjeve došao je Branko Knežević. Sljedeći album Tango Bango (1981.) snimili su u Milanu, producent je bio Ivan Piko Stančić, dok se kao autori pored Pađena potpisuju Cartagine i Krajnik. Na albumu prožetom zvukom novog vala nalazi se nekoliko hitova, "Stavi pravu stvar", "Dobro se zabavljaj" i "Tvoje lice", koji se vrte po radio postajama i omogućuju im brojne koncerte. Mladen Krajnik odlazi u vojsku, a na njegovo mjesto dolazi Zoran Kraš, dok Zlatan Živković napušta sastav i ulogu glavnog vokala preuzima Pađen.

### Obične ljubavne pjesme(1982. – 1985.)
Treći LP Obične ljubavne pjesme (1982.) sastav snima u Švedskoj, a producent albuma je bio Tino Varge, koji je ujedno svirao gitare i pjevao prateće vokale. Na materijalu gostuje saksofonist Ufe Anderson, koji je dugo godina surađivao s planetarno popularnom grupom ABBA. Album sastavu donosi najveći hit do tada, pjesmu "Obična ljubavna pjesma". Nakon izdavanja albuma, uslijedili su brojni koncerti po republikama bivše Jugoslavije, od kojih su neki tri dana na beogradskom "Tašmajdanu" i dva puta u zagrebačkom "Kulušiću". Pađen odlazi u vojsku i sastav pauzira do njegovog povratka.
Po povratku iz vojske, Pađen i Cartagine sviraju rock glazbu po klubovima, a u proljeće 1984., obojica sviraju na turneji kao članovi sastava Azra. Iste godine izdaju svoj sljedeći album Dukat i pribadače na kojemu se kao producent potpisuje Rajko Dujmić. Na albumu se pojavljuje novi bubnjar Nenad Smoljanović, dok umjesto Kraša klavijature svira Dujmić. Materijal im nanovo donosi nekoliko hitova, "24 sata", "Digni me visoko", "Fratello" i druge.

### Trojica u mraku: raspad sastava (1986.)
Na albumu Trojica u mraku (1986.) (Inače naslov odabran odabran po stripu Andrije Maurovića), nanovo se kao član sastava pojavljuje na bubnjevima i kao pjevač Zlatan Živković, a producent albuma je Pađen. Kao gosti na materijalu sudjeluju Lazar Ristovski (klavijarure), Miroslav Sedak Benčić (saksofon), Ante Dropuljić (truba) i Herbert Stencel (trombon). Ovaj album kojime se sastav želio vratiti u rock vode nije zabilježio veći uspjeh i sljedeće godine sastav prestaje s radom. Nakon toga Pađen krajem osamdesetih i početkom devedesetih s Cartagineom i Borisom Leinerom na bubnjevima još nekoliko puta nastupa pod imenom Aerodrom, ali bez većeg uspjeha.

### Azra, Johnny Štulić,Pađen Band(1987. – 2000.)
Nakon prestanka s radom sastava Aerodrom, Pađen nanovo svira s Azrom i s njima 1987. snima album Između krajnosti i poslije toga postaje član Sevdah Shutle Banda Johnny Štulića, s kojima snima ploče Balkanska rapsodija (1989.) i Balegari ne vjeruju sreći (1990.). Pađen iste godine nakon raspada sastava snima skladbu "Tko to tamo gine", koja se nalazi na kompilacijskom albumu Moja Domovina iz 1991. Tijekom Domovinskog rata Pađen se priključuje hrvatskim glazbenicima koji sviraju po ratištima i sudjeluje u skladbi "Bili cvitak" Jure Stublića koja se nalazi na albumu Hrana za golubove. Po završetku Domovinskog rata Pađen skupa s Tomislavom Šojatom, također članom Johhnijevog Sevdah Shutle Banda, osniva sastav pod imenom Pađen Band i s njima snima tri albuma, Hamburger City (1993.), Slatka mala stvar (1995.) i Izbrisani grafiti (1997.).
1996. godine u izdanju Croatie Records izlazi kompilacijski album Flash Back 1979-1986, zbirka najvećih hitova sastava iz doba njihove najveće popularnosti.

### Ponovno okupljanje (2001. – 2006.)
Aerodrom nastavlja s radom 2000. godine te 15 godina nakon posljednjeg albuma izdaju album Na travi, koji je snimljen u tonskom studiju "Greeen" u Zagrebu, izlazi 2001., a objavljuje ga diskografska kuća "Croatia Records" (2001.). Na materijalu sudjeluju Pađen, Živković, Krajnik i Šojat, a između brojnih gostiju pojavljuju se i bivši članovi sastava Remo Cartagine i Paolo Sfeci. Album sadrži jedanaest skladbi od kojih su dva hita, "A do Splita pet" i "Badnja noć" koji su popraćeni spotovima.
Iste godine u Poljskoj izlazi kompilacijski album Yugoton posvećen rock sceni sastava iz repubilka bivše Jugoslavije 1980-ih, na kojem se nalaze obrade pjesama najpoznatijih izvođača iz tog vremena, među kojima je mjesto našla i obrada pjesme "Obična ljubavna pjesma" pod nazivom "Gdy Miasto Śpi (Snem Kamiennym)" u izvedbi Kasie Nosowske i sastava Yugoton, sastavljenog od eminentnih poljskih glazbenika okupljenima posebno za ovaj projekt.[nedostaje izvor]
Pađen 2002. zajedno s Rajkom Dujmićem (Novi Fosili), Vladom Kalemberom (Srebrna krila), Alenom Islamovićem (Divlje Jagode, Bijelo Dugme) i Slavkom Pintarićem (Srebrna krila) osniva supergrupu 4 asa, s kojima svira nekoliko godina, a u međuvremenu izdaje i solo album Žicanje (2005.).

### Rock @ Roll(2007. – 2008.)
Album Rock @ Roll (2007.) grupa Aerodrom izdaje netom prije 30. godišnjice osnivanja sastava. Producenti albuma su Pađen, Šojat i Dragutin Smokrović, a snimili su ga Pađen, Šojat i Slavko Pintarić na bubnjevima, dok se kao gosti na albumu pojavljuju Zlatan Došlić i Zdravko Tabain (Cubismo) na bubnjevima u skladbi "Sretna vremena". Od osnivanja, od kada je sastav rock scenu obilježio brojnim hitovima i baladama, pa do danas prošlo je 30 godina. Materijal se sastoji od 12 skladba, odnosno 11 autorskih i "Fait Accompli" koju su Pađen i Štulić napisali zajedno. Album je sniman u studijima "Kod Jure" i "Kod Smokve", a izdaje ga "Croatia records". 
Iduće godine izlazi dvostruki CD The Ultimate Collection (2008.), kompilacijski album najvećih hitova sastava Aerodrom i njezinog frontmena Jurice Pađena iz doba sastava Pađen Band.

### Hitovi i legende,Taktika noja,Dnevni rituali(2009. - danas)
Krajem 2008. godine sastav snima koncertni album Hitovi i legende (2009.) u zagrebačkom klubu Tvornica, a postavu čine Jurica Pađen (gitara), Tomislav Šojat (bas-gitara), Boris Leiner (bubnjevi) i Ivan Havidić (gitara). Sredinom 2009. u sastav kao stalni član na bubnjeve dolazi Damir Medić te Aerodrom u ovoj postavi održava koncertnu promociju albuma uz izravan televizijski prijenos na HRT-u, na istom mjestu gdje je album i snimljen godinu dana ranije.
Početkom 2011. Aerodrom ulazi u studio i počinje rad na osmom studijskom albumu kojeg u proljeće i ljeto iste godine najavljuju singlovi "Loše volje" i "Ostani", koji su popraćeni i spotovima. U ljeto 2012. godine izlazi još jedan singl "Duh je nestao". Album pod nazivom Taktika noja izašao je 3. prosinca 2012. za izdavačku kuću Menart, a usporedno s njim i novi singl i spot za pjesmu "Dovela si me u red". Na albumu se nalazi trinaest pjesama koje je u potpunosti napisao Jurica Pađen. Aranžmane zajedno osmišljavaju svi članovi grupe, dok produkciju albuma potpisuju Jurica Pađen, Tomislav Šojat te Hrvoje Prskalo kao koproducent.
Krajem 2015. godine Aerodrom izdaje novi singl "Od sutra ne pušim", s kojim počinju rad na novom studijskom albumu. Album Dnevni rituali izlazi 22. studenog u izdanju izdavačke kuće Croatia Records, a s albuma na kojem se nalazi trinaest pjesama skinuto je sveukupno šest singlova, od kojih su tri svoje mjesto našli na službenoj hrvatskoj top listi singlova HR Top 40. Album je snimljen u istoj postavi benda kao i prethodni album "Taktika noja", a produkciju albuma potpisuju Jurica Pađen i Hrvoje Prskalo.

## Diskografija

### Studijski albumi
- Kad misli mi vrludaju (Jugoton, 1979.)
- Tango Bango (Jugoton, 1981.)
- Obične ljubavne pjesme (Jugoton, 1982.)
- Dukat i pribadače (Jugoton, 1984.)
- Trojica u mraku (Jugoton, 1986.)
- Na travi (Croatia Records, 2001.)
- Rock @ Roll (Croatia Records, 2007.)
- Taktika noja (Menart, 2012.)
- Dnevni rituali (Croatia Records, 2019.)

### Koncertni albumi
- Hitovi i legende (Croatia Records, 2009.)

### Kompilacije
- Flash Back 1979-1986 (Croatia Records, 1996.)
- The Ultimate Collection (Croatia Records, 2008.)
- Greatest Hits (Croatia Records, 2020.)

### Box setovi
- The Original Album Collection (Croatia Records, 2018.)

## Vanjske poveznice

### Sestrinski projekti
|  | Zajednički poslužitelj ima još gradiva o temi Aerodrom |

### Mrežna sjedišta
- Službeni Instagram profil sastava
- Službeni Facebook profil sastava
- Službeni Youtube kanal sastava